# Teatr Arena
Teatr Arena (słow. Divadlo Aréna) – jeden z najstarszych teatrów w Bratysławie. Został założony w 1828 roku, na prawym brzegu Dunaju. Na początku służył jako otwarty amfiteatr letni, stąd nazwa Arena. Obecny budynek został wybudowany w 1898 roku.
Od momentu powstania do końca II wojny światowej, wiele węgierskich, austriackich i niemieckich teatrów wystawiało tam swoje spektakle. Po wojnie teatr był stopniowo zamknięty i służył jako magazyn dla państwowej telewizji słowackiej.
Teatr został wskrzeszony przez grupę ludzi skupionych wokół mima Milana Sládeka, a pierwszy spektakl wystawiono w 1997 roku. Repertuar składał się z kilku przedstawień pantomimicznych. Miał tam miejsce coroczny festiwal pantomimicznych.
W 2003 roku znany słowacki aktor Juraj Kukura został dyrektorem zarządzającym i przekształcił teatr pantomimiczny na teatr dramatyczny. 